# Palazzo Vecchio

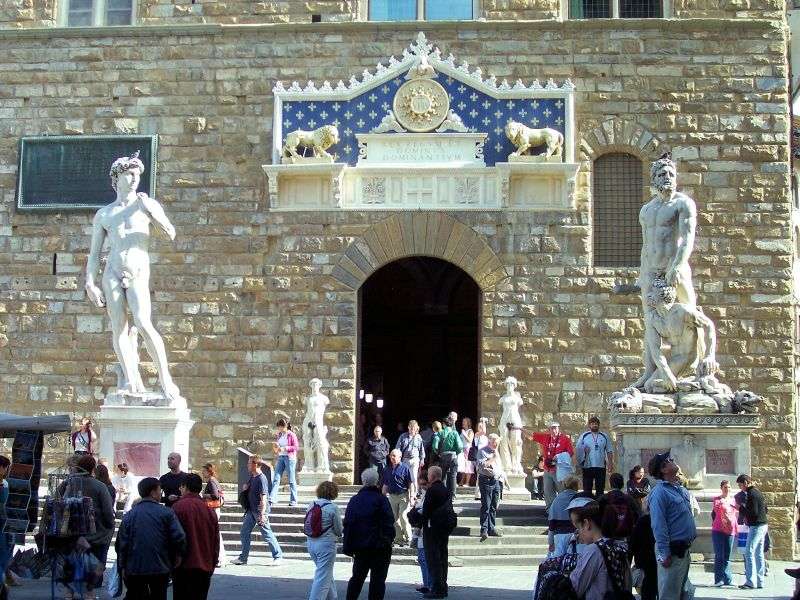
Façade et entrée et les statues répliques des David de Michel-Ange à gauche et Hercule et Cacus de Baccio Bandinelli, à droite

Le Palazzo Vecchio est l'hôtel de ville de Florence, chef-lieu de la Toscane en Italie. Ce palais-forteresse, en forme de parallélépipède situé sur la Piazza della Signoria, est un des plus beaux bâtiments de la ville. Il côtoie la Loggia dei Lanzi et les Offices. Son nom remonte au transfert des Médicis pour le nouveau palais Pitti situé de l'autre côté de l'Arno, à partir de là, le palais sera qualifié de vecchio (« vieux » en italien).
La construction du palais débuta en 1299 sous la direction de l'architecte Arnolfo di Cambio. À l'origine, il portait le nom de Palazzo dei Priori et après, Palazzo della Signoria.

## Histoire
À la fin du XIIIe siècle, la ville de Florence décide de construire un palais, pour montrer sa puissance et garantir une plus grande sécurité aux magistrats de la ville, en cette période de trouble. Celui-ci abritera le Signoria (la « Seigneurie »), c'est-à-dire le gouvernement de la République florentine.
Le bâtiment est attribué à Arnolfo di Cambio, l'architecte du duomo et de l'église Santa Croce. Sa construction a commencé en 1299 et s'achèvera en 1314. Le palais a été érigé sur les ruines du Palazzo dei Fanti et du Palazzo dell'Esecutore di Giustizia. Arnolfo di Cambio s'est appuyé sur la tour antique de la famille Vacca et de la famille Bizzo dans la structure de la façade. C'est la raison pour laquelle la tour (94 m de hauteur) n'est pas au milieu du bâtiment. Cette tour contient deux petites cellules, dont on voit les petites fenêtres de l'Alberghetto à mi-hauteur et qui servirent de prison à Cosme l'ancien (1433) et Jérôme Savonarole (1498). La tour de guet porte le nom de son concepteur Torre di Arnolfo, c'est un beffroi de style architectural typiquement toscan, crénelé.
L'horloge a été à l'origine construite par Donatello, mais a été remplacée en 1667 par une horloge de Vincenzo Viviani.
Une réplique du David de Michel-Ange se trouve sur la place publique, au-devant du bâtiment, un emplacement stratégique emblématique et symbolique (puissance, et puis touristique, aujourd'hui), ainsi que Hercule et Cacus de Baccio Bandinelli.

## Architecture

### Latorre d'Arnolfo

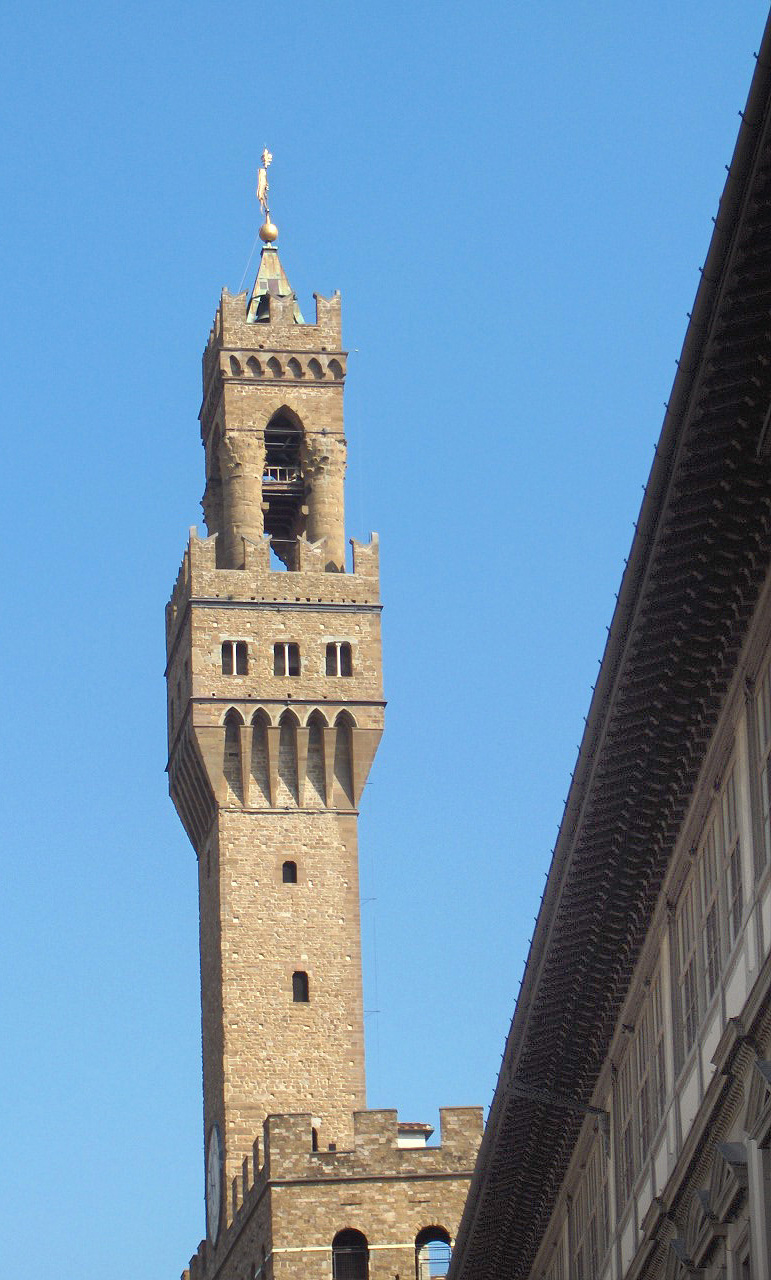
La Torre di Arnolfo.

Tour de guet achevée en 1310, c'est un beffroi à triple rangée de créneaux carrés de type guelfe comportant un chemin de ronde en saillie. Elle est excentrée du plan général du palais car construite sur les ruines de l'ancienne tour gibeline des Foraboschi. Au sommet de la tour se trouve une girouette en forme de lion, copie de l'original exposé au rez-de-chaussée du bâtiment.
Certains châteaux de la Toscane copieront cette tour-beffroi (à une échelle moindre) pour agrémenter leur palais (exemple : castello di Montegufoni près de Montespertoli sur la frazione de Montagnana) et ainsi étaler leur allégeance à la république de Florence.

### Les blasons de la façade

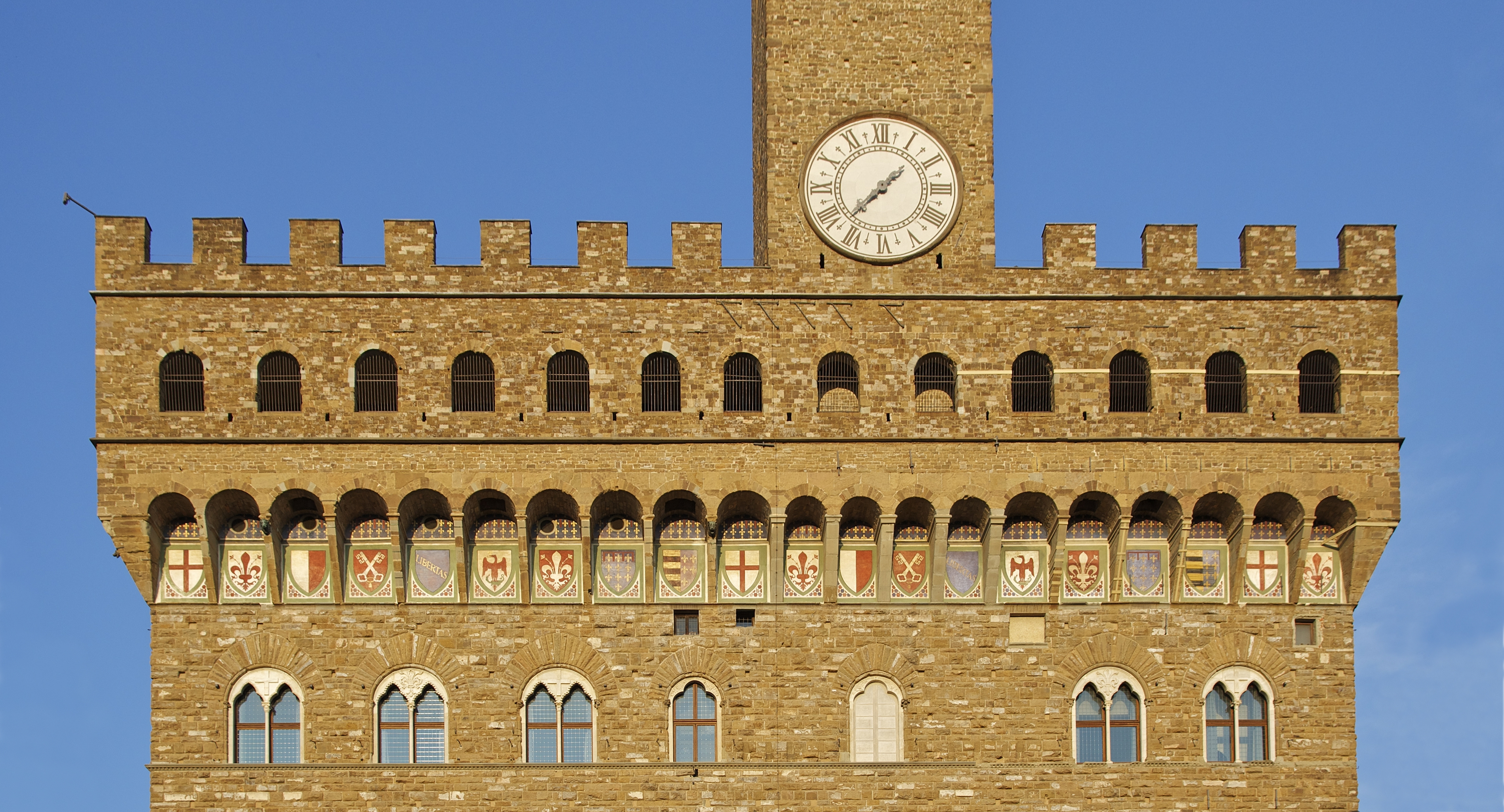
Les blasons de la façade

Sur la façade principale donnant sur la piazza della Signoria, en dessous des arcs de la coursive, sont peints une série de blasons, dont la réalisation remonte à 1353 et qui, à leur manière, offrent un aperçu de la situation politique de la ville au cours du Due et du Trecento (XIIIe et XIVe siècles). La série se répète plusieurs fois et comprend, à plusieurs reprises et dans le désordre, les blasons suivants, présentés ici par ordre chronologique.
- Tout d'abord, l'emblème historique de la ville, le champ vermeil au lys blanc. Le champ (fond) reprend la couleur des étendards de Rome, laquelle joue, dans les mythes de fondation, le rôle de cité-mère pour nombre de communes italiennes (Pérouse, Aquilée, Pise, etc.). À partir du XIIIe siècle, l'historiographie communale insiste sur cette filiation et fait de Florence la figliuola e fattura di Roma, la « fille et créature de Rome ». Au champ vermeil est joint le lys, logiquement choisi comme symbole de la Florentia romaine, qui doit son nom, selon ces mêmes mythes, au héros éponymes Fiorino, général de César en lutte contre la sédition de Catalina.

- Vient ensuite le deuxième blason de la ville, parti de blanc et vermeil. Il symbolise la population florentine après la destruction de l'ennemi séculaire, Fiesole. La lutte entre les deux cités voisines est l'un des faits importants des premiers siècles de l'histoire médiévale florentine, jusqu'à la défaite définitive de Fiesole en 1125, lorsque la cité est vaincue et détruite par les Florentins. La population fésulane est alors contrainte d'abandonner les collines et de rejoindre les faubourgs de Florence. Un emblème est alors choisi pour représenter cette double constitution : le blanc, couleur que Fiesole avait reçu de Catalina, et le rouge, couleur de Rome mais surtout de César. C'est aussi l'emblème qui sera choisi en 1250 par le primo Popolo, le gouvernement mis en place les guelfes après que Frédéric d'Antioche, fils de Frédéric II, fut chassé par les guelfes, permettant la mise en place d'un gouvernement formé par les représentants du peuple et des corporations de marchands.

Le giglio, symbole de Florence

- Le champ blanc au lys vermeil, aujourd'hui symbole de la ville, est le blason de la Parte Guelfa, le parti guelfe, exilé par les Gibelins (partisans de l'empereur) après la bataille de Montaperti en 1260, et qui en 1266 reprend le pouvoir après la victoire du nouveau souverain de Sicile Charles d'Anjou contre les troupes du fils et successeur de Frédéric II, Manfred. Le blason reprend en en inversant les couleurs celui de la cité qui, entretemps et avec le gouvernement des Gibelins, était de fait devenu celui de la Parte Ghibelina.

- En 1289 est instauré le secondo popolo lorsque les corporations (les Arti) reprennent le contrôle des organes de gouvernement, avant d'émettre une série de mesures anti-magnats (les Ordonnances de justice de 1293) qui ont pour effet de chasser de la cité un certain nombre de familles nobles, jugées trop turbulentes. Le blason adopté reprend encore une fois les couleurs traditionnelles de la cité, le champ blanc à la croix vermeil, un blason par ailleurs adopté par un nombre important de cité italiennes (Bologne ou Milan, mais aussi Gênes).

- Enfin, le blason de la seigneurie, au champ azur portant l'inscription libertas, reprend l'un des leitmotivs de la politique des communes italiennes, en guerre constante pour assurer leur indépendance et leur liberté.

- Après ces cinq blasons, symboles de l'histoire et des différentes étapes politiques de la cité viennent ceux des puissances amies. Tout d'abord les clefs d'or sur champ rouge (3), emblème de la papauté, à laquelle Florence, principale commune guelfe du centre-nord italien, a juré fidélité. Entre la seconde moitié du XIIIe  et le début du  XIVe siècle, Florence joue en effet le rôle de principale alliée de l’Église et surtout, grâce à son commerce florissant et sa finance solide, de banquier du pape (par l'intermédiaire de compagnies telles que celles des Peruzzi, des Bardi ou des Buonaccorsi). Le départ des papes pour Avignon et le changement d'orientation politique sous la domination des papes français bouleversent l'équilibre au sein du parti guelfe italien, mais les relations entre Florence et la papauté restent une constante de l'époque, au moins jusqu'au dernier quart du Trecento et la guerre des huit saints.

- L'aigle rouge agriffant un serpent sur champ blanc est le symbole de l'alliance guelfe. D'une manière générale, les blasons des cités guelfes sont caractérisés par l'usage des couleurs blanche et rouge (Pise, Pérouse, etc.), tandis que pour les cités gibelines prévalent davantage le blanc et le noir (Sienne, Arezzo, etc.).

- Le huitième blason est celui de la maison d'Anjou, branche cadette de la maison de France (champ azur semé de lys au lambel rouge) qui, sous Charles Ier et avec l'appui du pape, s'empare du trône de Sicile et devient le garant de l'ordre guelfe en Italie (avant d'être chassé de l'île et de s'installer à Naples, partie continentale du royaume de Sicile). Les difficultés rencontrées par Florence au début du XIVe siècle face au renouveau de la menace gibeline (descente et siège de l'empereur Henri VII puis guerres contre Castruccio, seigneur de Lucques) les poussent à s'en remettre à la protection des Angevins, en leur offrant temporairement le titre de seigneur de la cité (d'abord au roi Robert puis à son fils, le duc Charles de Calabre).

- Enfin, le dernier blason est celui de Louis Ier de Hongrie, issu d'une branche parallèle des Angevins de Naples et candidat au trône napolitain après l'assassinat de son jeune frère André par la reine Jeanne, petite-fille du roi Robert, en 1345. La rage et l'obstination qui poussent Louis à se faire justice et à venger l'honneur son frère bouleverse le cadre politique italien, contraignant même la reine Jeanne à fuir temporairement. En 1347, devant l'avancée des troupes hongroises, Florence décide d'agir de manière pragmatique et, sans trahir l'alliance séculaire avec la maison d'Anjou (à laquelle Louis appartient finalement), décide de se ranger de son côté.

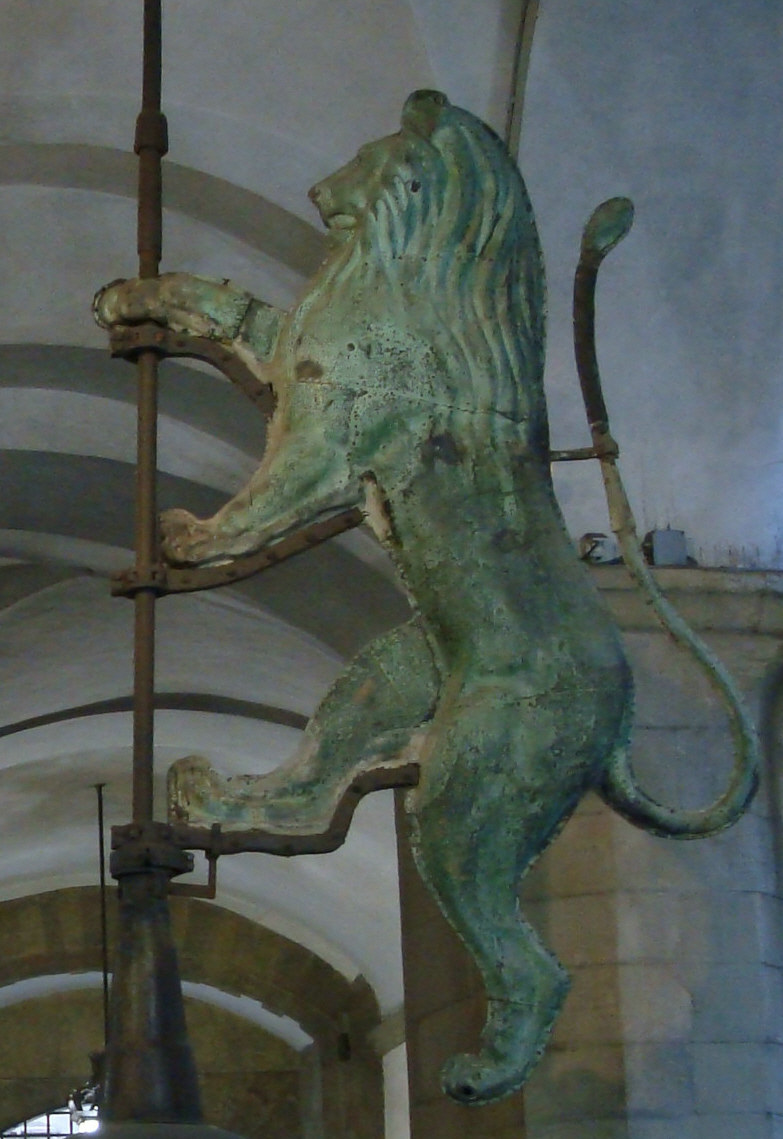
Girouette en forme de lion

### Corps du palais
Le corps du palais est massif et ses façades sont percées de baies géminées qui en atténuent l'aspect austère. Les consoles d'encorbellement affichent les céramiques des armes et des possessions obtenues militairement ou politiquement.

#### La cour d'entrée (première cour ou cour de Michelozzo)
La première cour, à laquelle on accède par la porte principale depuis la Piazza della Signoria, fut projetée en 1453 par Michelozzo. En 1565, à l'occasion des noces de François Ier de Médicis, fils de Cosme Ier, et Jeanne d'Autriche, sœur de l'empereur Maximilien II, la cour fut transformée et ornée dans un style maniériste exubérant sur un projet de Giorgio Vasari.
Sur les tympans, tout autour de la cour, sont reproduites les enseignes des églises et des congrégations des membres et des métiers de la ville, tandis que dans les registres inférieurs sont peintes, en honneur de Jeanne d'Autriche, des vues des villes de l'Empire des Habsbourg. Les voûtes sont enrichies de décorations grotesques.
Au centre, à la place de l'ancien puits, Battista del Tadda et de Raffaello di Domenico di Polo érigèrent une fontaine en porphyre, sur laquelle fut placée la plus ancienne statue en bronze de Le Petit Ange au dauphin d'Andrea del Verrocchio (1476).
Dans la niche devant la fontaine se trouve Sansone e il Filisteo de Pierino da Vinci : les colonnes sont richement décorées de cannelures alternées de parties en stuc doré. Il s'agit d'une copie de la statue originale (déplacée au second étage sur la terrasse de Giunone).
Sur le côté de la cour, une porte mène à l'ancienne Salle d'armes : celle-ci, utilisée un temps comme dépôt d'armes et de munitions, sert aujourd'hui pour des expositions temporaires ou des manifestations diverses.
-
En janvier 2021, le groupe de luxe Kering annonce le financement de la rénovation de la cour de Michelozzo.

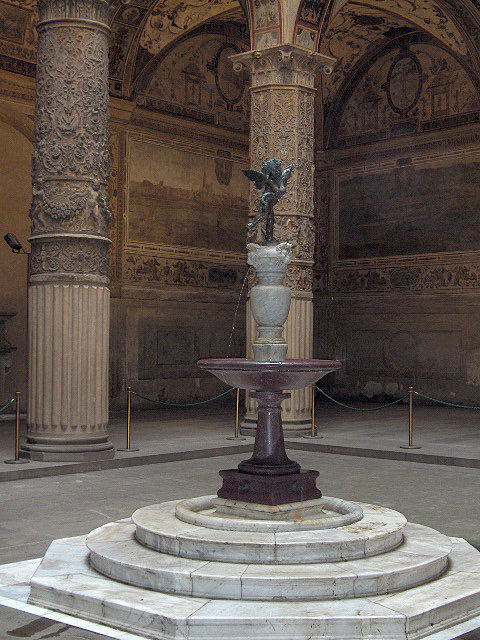
Le Petit Ange au dauphin du Verrocchio.
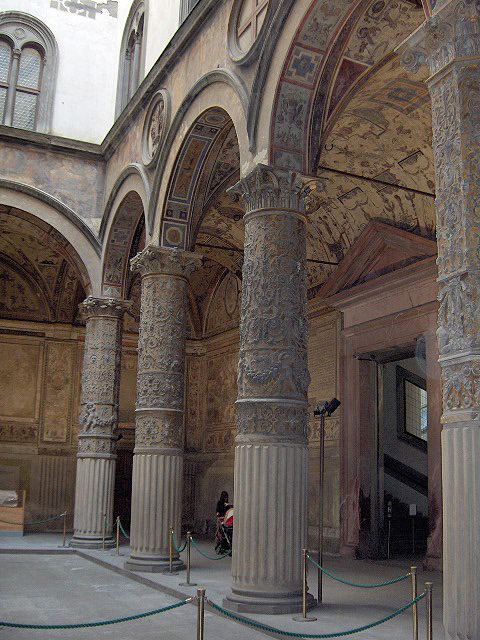
Galerie.
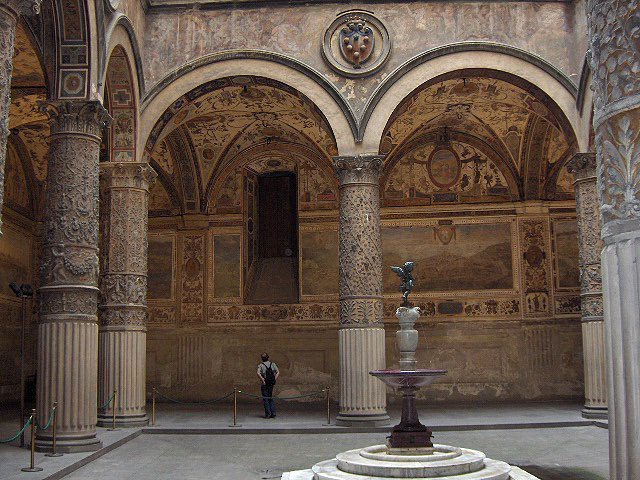
Fresques de Vasari.

#### La deuxième cour
La seconde cour, connue sous le nom de Cortile della Dogana (cour de la Douane), a des piliers massifs construits en 1494 par Il Cronaca pour soutenir le Salone dei Cinquecento au second étage ; c'est dans cette pièce que se réunissaient les uffici della dogana (officiers de la Douane) qu'on trouvait depuis le temps de Léopold II de Toscane.
La douane florentine prenait en dépôt les marchandises provenant de l'extérieur du Grand-Duché, dans l'attente de l'enlèvement par le destinataire qui les enlevait moyennant le paiement d'une taxe. Après la crue de l'Arno du 3 novembre 1844, les marchandises ayant été gravement endommagées, on déplaça ce bureau dans le Casino di San Marco via Cavour, où étaient placés les bureaux de la cour d'appel.
Aujourd'hui s'y trouvent la billetterie du musée et la boutique.

#### La troisième cour
La troisième cour, le Cortile nuovo, fut aménagée par Bartolomeo Ammannati et Bernardo Buontalenti en conclusion de l'agrandissement via dei Gondi et via dei Leoni qui permet d'accéder aux bureaux communaux et aux escaliers qui mènent aux bureaux du Sindaco et du gouvernement.

### Premier étage

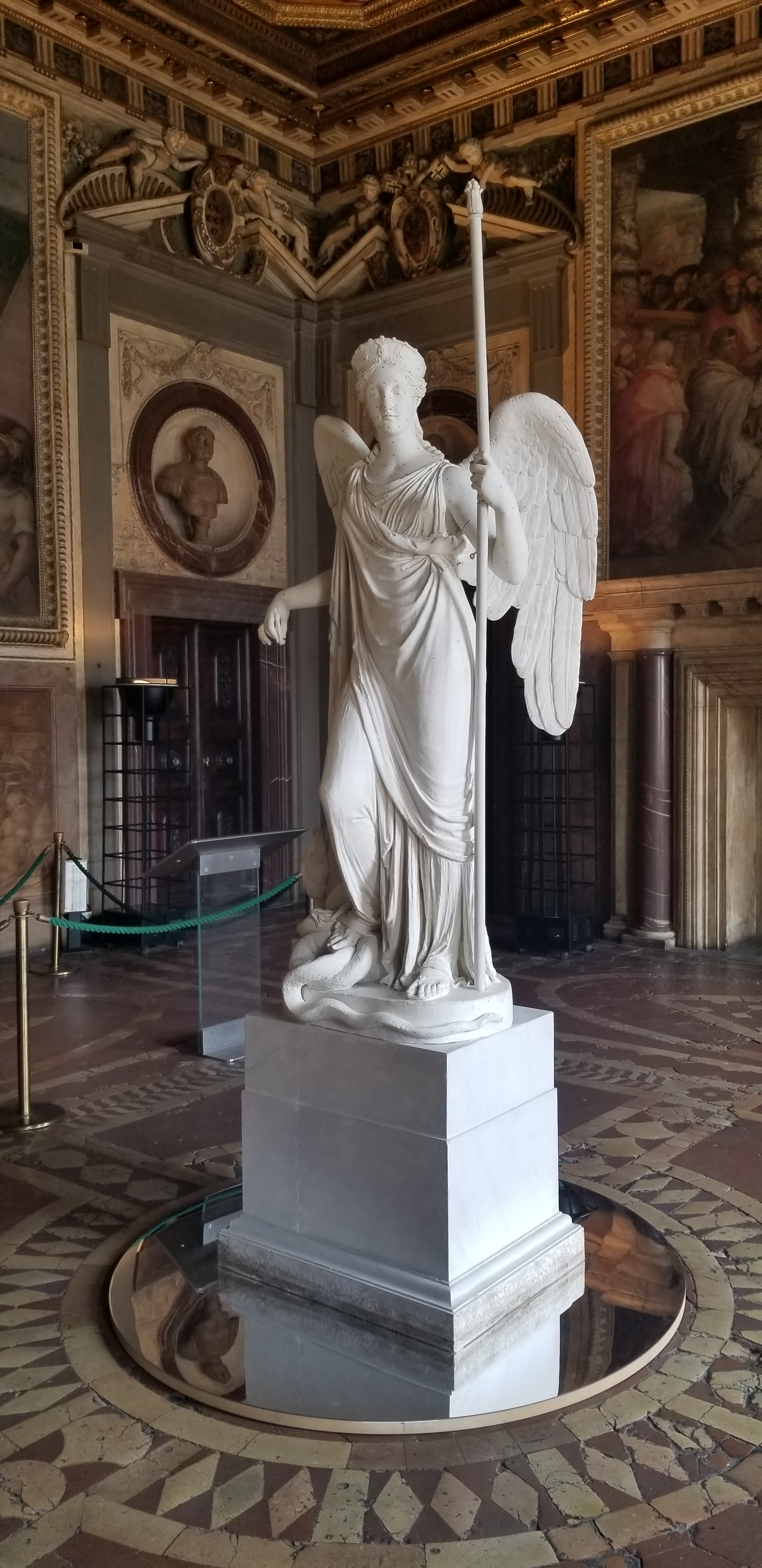
Alegoria de la Paz d'Antonio Canova (1757-1822).

#### Salle desDugento
- Plafonds à caissons de Giuliano da Maiano

Depuis 2022, le palais accueille la sculpture Alegoria de la Paz d'Antonio Canova. Cette œuvre s'inspire d'une statue en marbre conservée au Musée Khanenko de Kyïv. Elle a été placée à l'abri dans le contexte de l'Invasion de l'Ukraine par la Russie de 2022.

#### Salle des Cinq-Cents (Salone dei Cinquecento)
Projeté et construit entre 1495 et 1496 par Simone del Pollaiolo, il comporte sur les murs est et ouest les fresques de Vasari représentant des victoires de Florence sur Sienne et sur Pise.
- La presa di Siena,
- La conquista di Porto Ercole,
- La vittoria di Cosimo I a Marciano in Val di Chiana,
- La sconfitta dei pisani alla torre di San Vincenzo,
- Massimiliano d'Austria tenta la conquista di Livorno,
- Pisa attaccata dalle truppe fiorentine

Le plafond à caissons est composé de 39 panneaux peints par Vasari et son atelier. Ils représentent les Importanti episodi della vita di Cosimo I (les importants épisodes de la vie de Cosme Ier), des quartiers de la ville et la ville elle-même, avec au centre l'apothéose représentant : Scena di glorificazione come Gran Duca di Firenze e di Toscana (Scène de glorification du grand-duc de Florence et de Toscane).
Au nord de la salle, éclairée par de grandes fenêtres, est aménagé le passage appelé l'Udienza : il fut construit par Baccio Bandinelli pour recevoir les citoyens et les ambassadeurs; il est décoré de fresques représentant des événements historiques tels que la venue du pape Boniface VIII reçu par les ambassadeurs et qui prononça la célèbre phrase « Voi fiorentini siete la quintessence. »

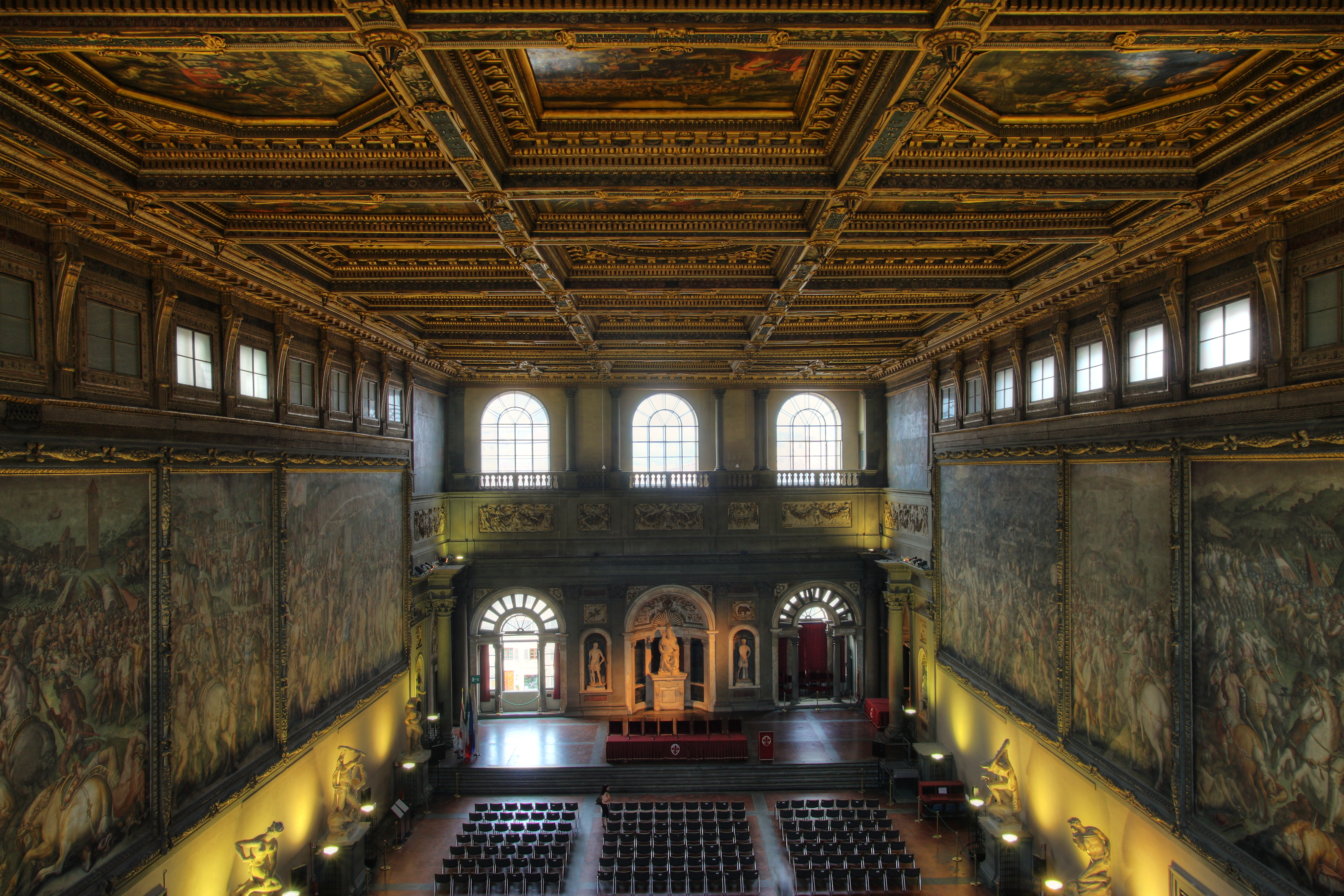
Salone dei Cinquecento et l'Udienza  au nord
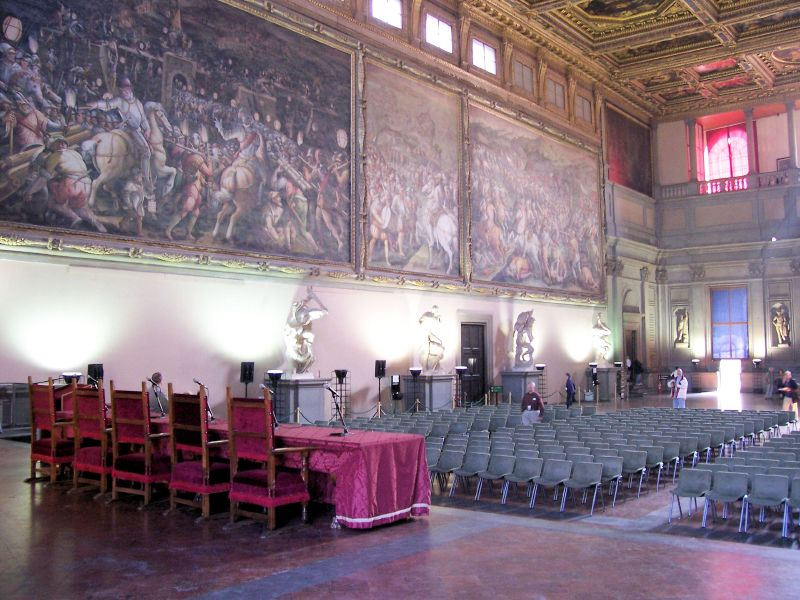
Tribune
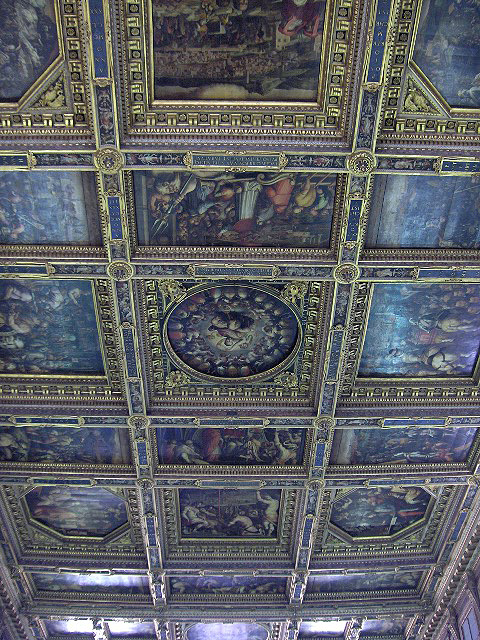
Le plafond à caissons ornés des peintures de Vasari
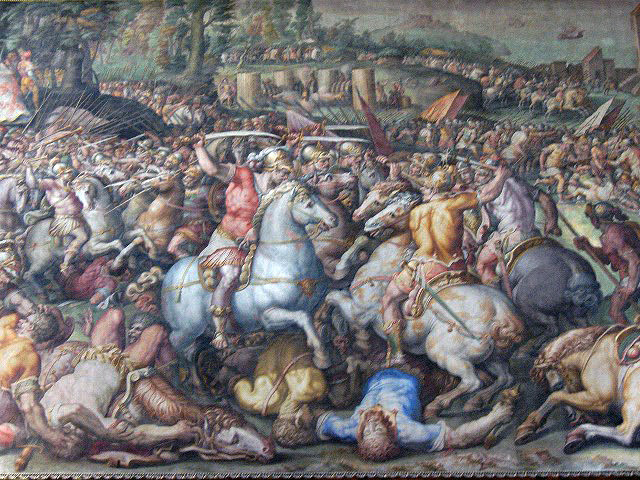
Fresque guerrière de Vasari : La Défaite des Pisans à San Vincenzo
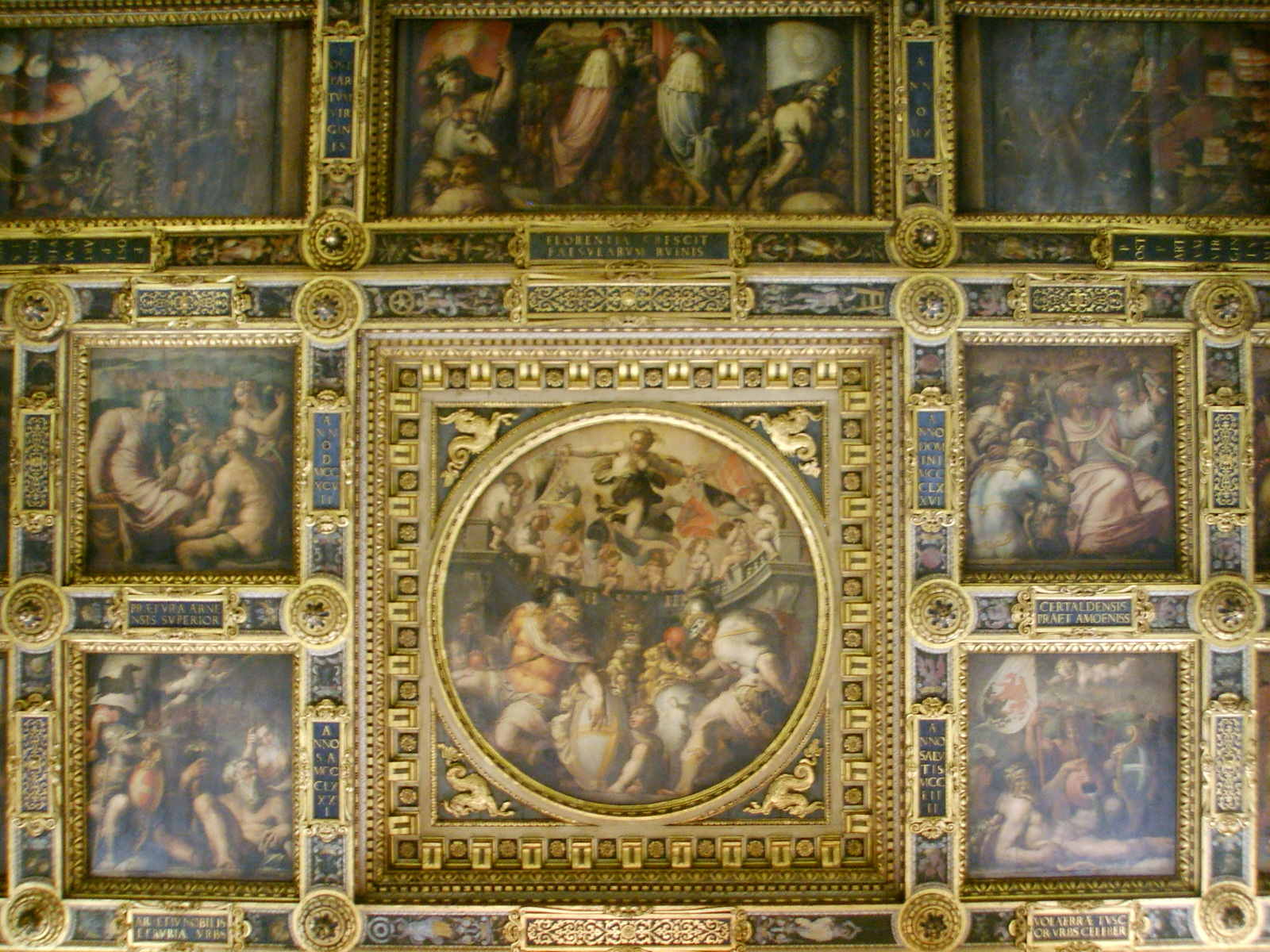
le plafond en plan
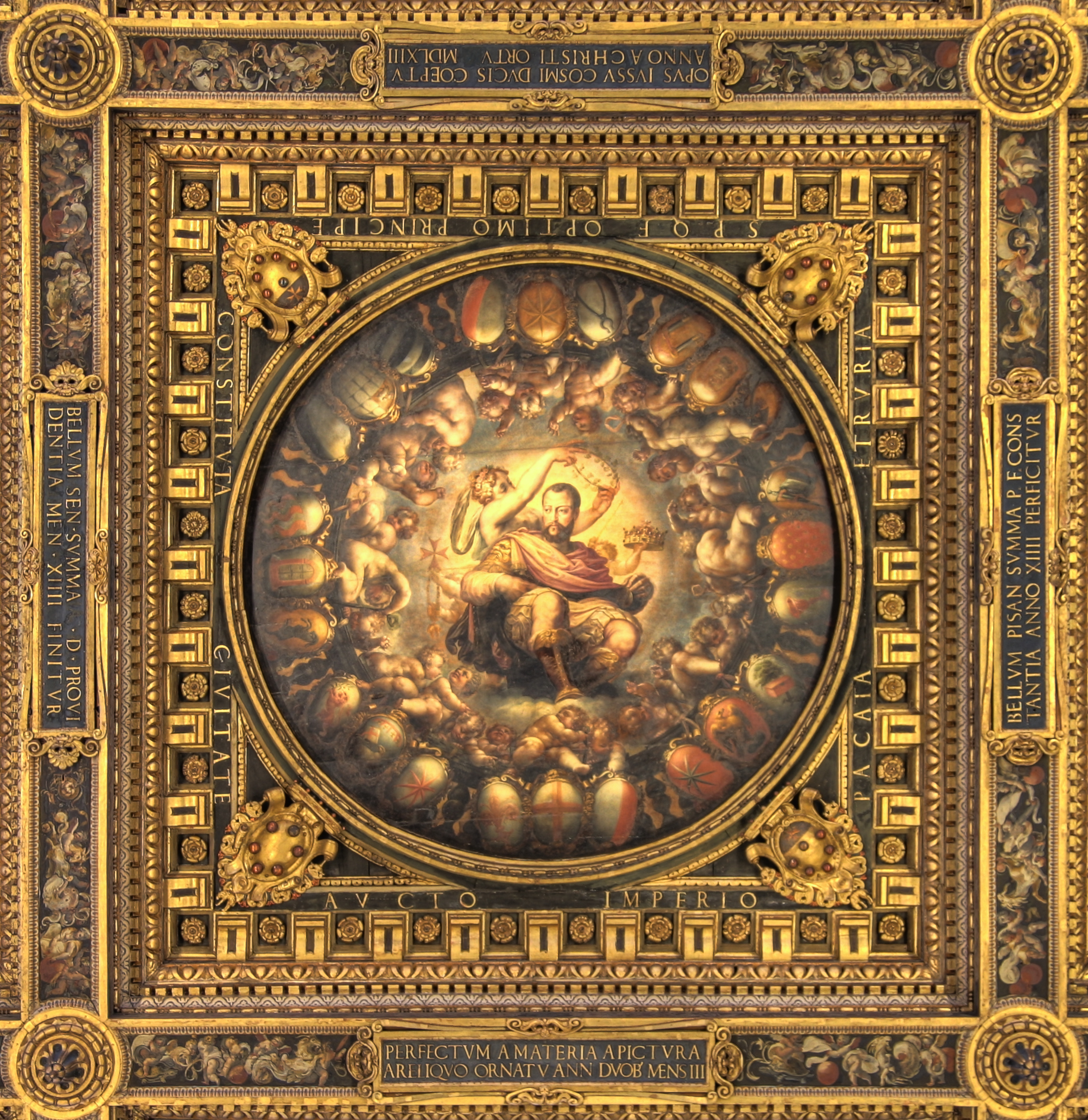
Détail du plafond : L'Apothéose de Cosme Ier de Toscane

#### Cabinet de travail de François Ierde Médicis (LeStudiolo)
Le cabinet de travail que François Ier de Médicis se réservait dans les appartements du Palazzo Vecchio, une pièce qui communique avec le Salon des Cinq-Cents, entièrement couverte de boiseries décorées de peintures.

#### Appartements monumentaux de Léon X (Quartieri monumentali)
Ce sont les autres chambres du premier étage, résidence des Priori et Quartieri de Léon X, qui ont été longtemps utilisées comme les salles de représentation du Sindaco. Elles sont maintenant accessibles aux visiteurs (salle Léon-X et salle Clément-VII), y compris l'ex-bureau du Sindaco.
On y trouve peinte à fresque la généalogie de la famille Médicis, l'œuvre de George Vasari, de Giovanni Stradano et de Marco da Faenza.
Dans la scène de l'Entrée triomphale de Léon X sur la Piazza della Signoria, on voit la place avant la construction des Offices, avec l'église de San Pier Scheraggio et la Loggia dei Lanzi sans les sculptures.
Sur la peinture de la Battaglia de San Leo, gagnée par Lorenzo Duca d'Urbino pour le pape, on aperçoit dans le fond la forteresse de San Leo, célèbre pour avoir été le lieu de captivité de Cagliostro.

#### Salle de Clément VII
Cette salle, voulue par Cosme de Médicis, fait partie de l'ensemble servant aux célébrations de la maison Médicis. Elle est dédiée au pape Clément VII, le second pape médicéen après Léon X.
Elle a été décorée de 1556 à 1562 sous la direction de Giorgio Vasari, qui a peint plusieurs des scènes avec, entre autres artistes, Giovanni Stradano, sur le plafond et les murs et avec qui il signera le siège de Florence (1558).
Le cycle de peintures célèbre Clément VII dans son rôle diplomatique de l'époque, entouré de Charles Quint ou de François Ier et d'autres hauts personnages de la maison des Médicis comme le duc Alexandre de Médicis et le cardinal Hippolyte de Médicis.
Le pavement d'origine, en terracotta (terre cuite) blanche et rouge, provient de l'atelier de Santi Buglioni, avec des parties en symétrie avec celles du plafond.
À l'époque de Ubaldino Peruzzi, la salle fut celle du sindaco dont on peut apercevoir le mobilier dans le parcours aujourd'hui muséal. Elle est toujours utilisée dans les réceptions officielles.

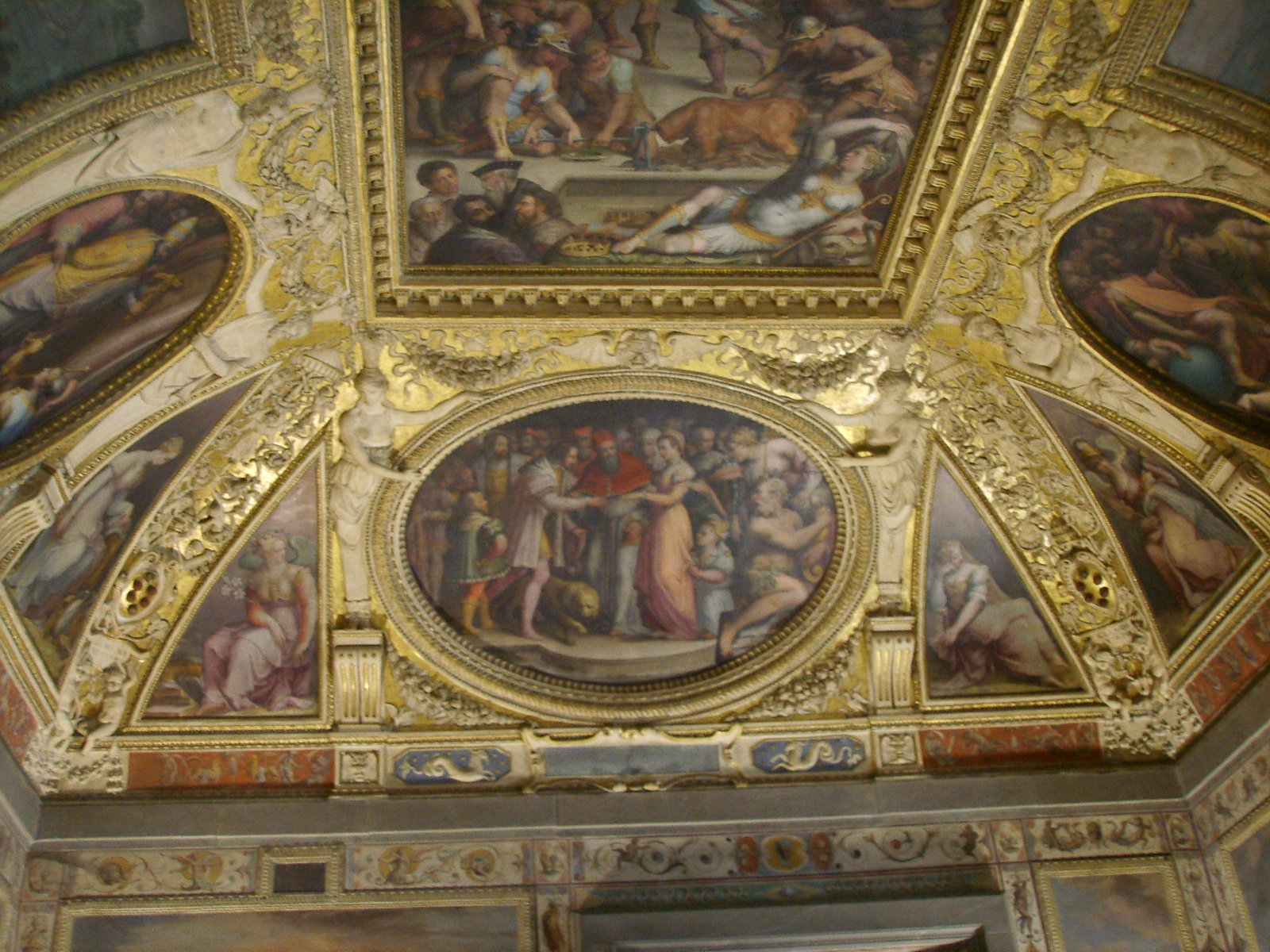
Noces de Henri II et Catherine de Médicis
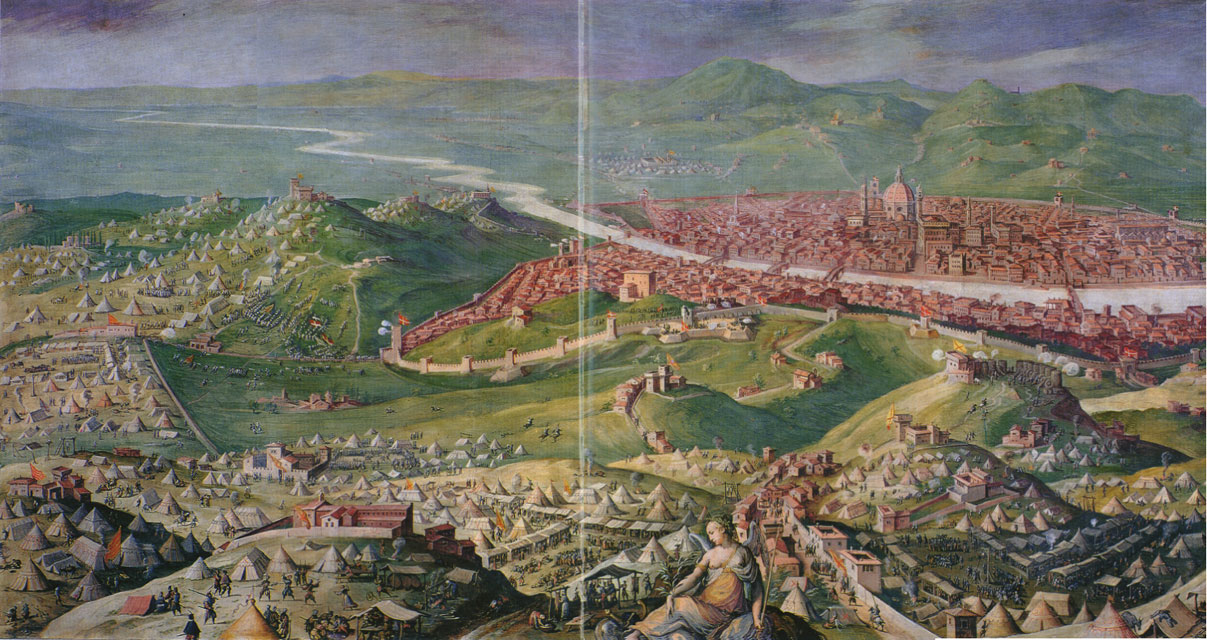
Siège de Florence - 1530

#### Salle Rouge (Sala Rossa)
Après l’unification de l’Italie, quand en 1865 Florence fut capitale du royaume (de 1865 à 1870), le complexe du Palazzio Vecchio subit de nombreux ajustements. C’est à l’occasion de ces transformations qu’est née la salle dite Rossa, située au premier étage du palais. Elle fut réalisée par l’architecte Giuseppe Martelli quand il restructura et meubla un espace destiné à la résidence du gouverneur de la Toscane, le baron Bettino Ricasoli, nommé par le roi Emmanuel II après le plébiscite de 1860.
Le grand espace carré est complètement habillé par un papier damasquinée rouge avec trois des grands murs décorés de tapisseries appartenant à la série Histoire d’Esther, tissée à la manufacture française des Gobelins.
Les tapisseries exposées dans cette salle, tissées entre 1768 et 1789, avaient rejoint Florence en 1814, apportées par Ferdinand III de Lorraine.
Elles furent citées pour la première fois le 10 septembre 1816 dans le « mobilier venu de Würzburg » et avaient appartenu au patrimoine du Prince-Archevêque de Salzbourg Girolamo Francesco di Colloredo Waldsee dont les armes, un chapeau de cardinal, sont tissées au centre de la bordure supérieure de deux des tentures exposées, à côté de l’aigle impérial bicéphale.
Dans la salle, on peut admirer :
- Le Couronnement d’Esther (Audran, 1774, « fecit eam regnare »), qui illustre l’instant où Assuérus couronne Esther reine, après l’avoir choisie parmi toutes les « jeunes vierges de grande beauté » enlevées dans la citadelle de Suse selon son bon vouloir. Sur un fond baroque, parmi des personnages et de riches détails figuratifs, on assiste au couronnement d’Esther ; le roi, debout sur une estrade recouverte d’un riche tapis, pose la couronne royale sur la tête de la reine, vêtue de blanc, se tenant en face de lui sur une marche inférieure. À côté, des courtisans, des musiciens et des soldats disposés le long de la directrice oblique qui s’échappe en profondeur, isolant au centre les deux protagonistes, amplifiant la perspective fuyante de la composition, qui se termine par une arcade de fond qui s’ouvre sur le paysage.
- Un second panneau illustre L’Outrage de Mardochée (Audran, 1771, « solus Mardochaeus non flectebat gen », chapitre III) et se réfère au comportement du pieux Hébreu, oncle et tuteur d’Esther, qui fut seul à ne pas s’incliner au passage du puissant ministre Aman, suscitant par là sa colère ; en fait, le comportement de Mardochée est justifié par sa foi profonde qui lui imposait de ne s’incliner que devant Dieu.
- Le troisième panneau, La Toilette d’Esther (« circumadata est gloria sua », chapitre V, tissé par Cosette en 1780) présente au contraire un blason central avec trois lys de France, et est une des deux tapisseries acquises par l’archevêque en complément de la série dont il a hérité (qui cependant est incomplète car il manque un sujet). Ici Esther, après avoir jeûné et prié pendant plusieurs jours, se prépare à revêtir ses plus beaux habits, aidée par ses servantes, pour affronter l’instant difficile où elle se présentera devant le roi pour demander grâce pour son peuple. Le décor du palais royal dans lequel Esther est préparée par les servantes est particulièrement somptueux. Les courtisanes sont richement habillées, tandis qu’Esther, par contraste, dans une attitude chaste et vertueuse, porte la main à la poitrine, rehaussée seulement par la blancheur de ses vêtements et la lumière qui la baigne. Le thème de la toilette se transforme ainsi en une métaphore de la moralité. L’architecture des arcades et colonnes qui décorent la scène est particulièrement détaillée et soignée.
- Les trois autres tapisseries appartenant au groupe Colloredo-Lorena, non exposées dans la salle, sont conservées dans les dépôts du palais Pitti. La ville de Florence, toujours dans les collections du palais Pitti, conserve également la troisième édition complète de la série d’Esther, ayant appartenu aux Farnèse de Parme, qui présente au centre de la bordure supérieure, dessinée par Pierre Josse Pierrot, le blason orné de lys de la famille.
- Complétant le mobilier de la pièce, un grand lustre « vénitien » pendant du plafond à fausse voûte en croix décoré de stuc gris et d’or (décoration que l’on retrouve sur les soubassements). Deux grands lustres à bougeoirs, une cheminée baroque en marbre, une console baroque avec deux chandeliers multibranches et un beau miroir rococo posé sur une console de la même époque complètent le plaisant décor.

Très probablement, vu la présence d’une petite salle de bains taillée dans l’épaisseur du mur maître sur un des côtés de la pièce, la salle dite « Rossa » fut utilisée comme chambre à coucher du baron Ricasoli.
Actuellement la Sala Rossa est dédiée, par la municipalité, aux célébrations de mariages civils.

### Deuxième étage

#### Salle des Lys (Sala dei Gigli)
Un contrat établi le 5 octobre 1482 confiait à Sandro Botticelli, Domenico Ghirlandaio et le Pérugin la décoration de la salle. Seul Ghirlandaio accomplit la tâche qui lui revenait. Il peignit sur le mur ouest les fresques représentant Saint Zenobe et deux diacres (au centre), Brutus, Mucius Scaevola et Camillus (à gauche) et Decius, Scipion et Cicéron (à droite), reliées entre elles par une architecture en trompe-l'œil. En 1490, Bernardo di Stefano Rosselli orna les autres murs de lys d’or sur fond d’azur. Les lys symbolisaient l‘alliance traditionnelle entre la France et Florence, et tout particulièrement avec les Médicis. En mai 1465, Louis XI avait octroyé à Pierre de Médicis le privilège de faire figurer trois fleurs de lys sur le blason des Médicis.

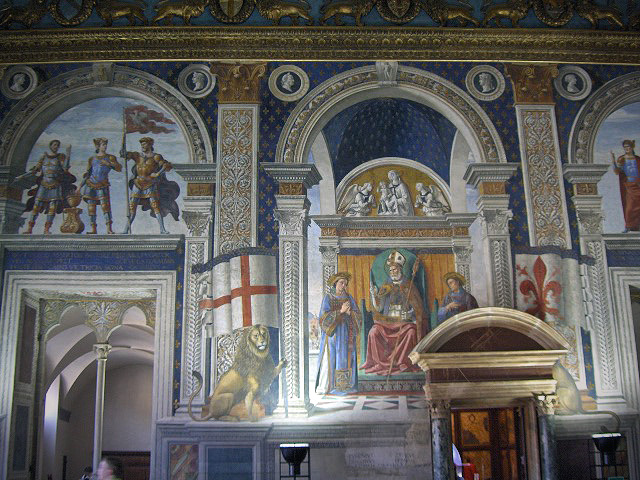
Saint Zenobius et deux diacres (au centre) par Domenico Ghirlandaio.
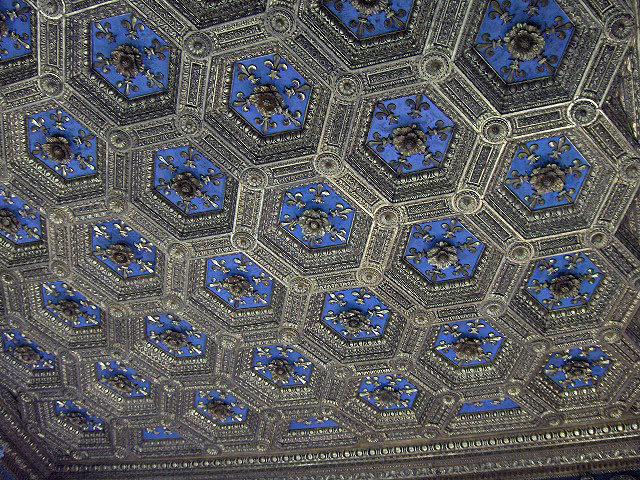
Peintures aux Lys.
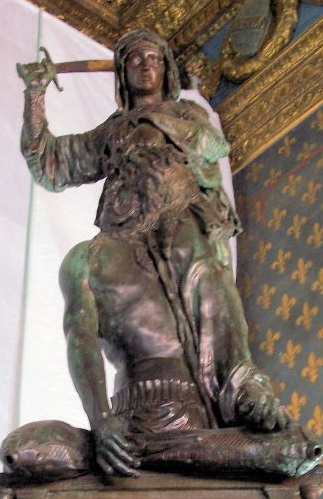
Judith et Holoferne de Donatello.
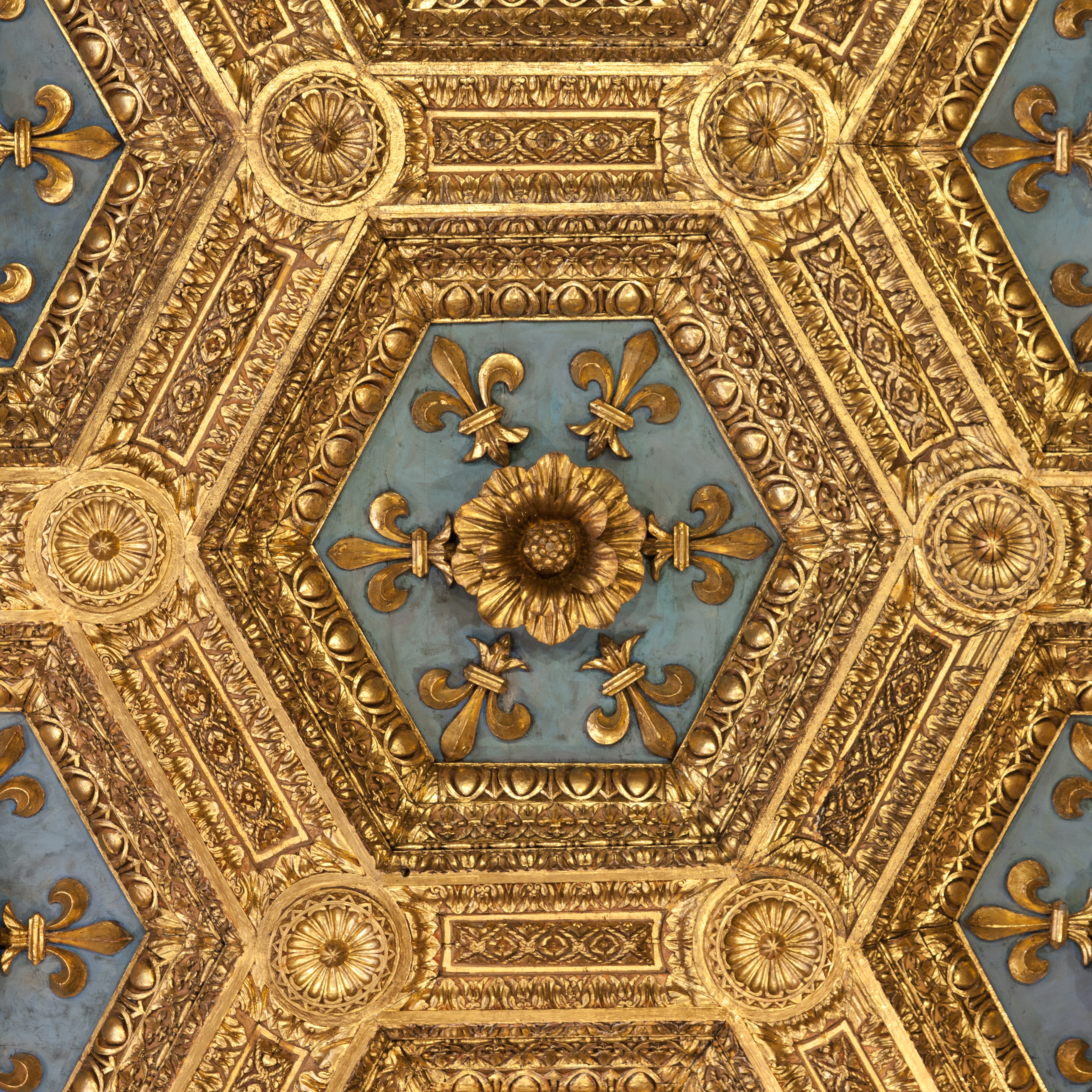
Détail du plafond

#### Appartement des Éléments (Appartamenti degli Elementi)
et les salles attenantes et la terrasse :
- Terrasse de Saturne (Terrazza di Saturno)
- Salle d'Hercule (Sala di Ercole)
- Salle de Jupiter (Sala di Giove)
- Salle de Cibèle (Sala di Cibele)
- Salle de Cérès (Sala di Cerere)
- Salle verte (Sala Verde)
- Salle des Sabines (Sala delle Sabine)
- Salle à manger (Sala da Pranzo)
- Salle de Pénélope (Sala di Penelope)

#### Salle d'Audience (Sala dell'Udienza)

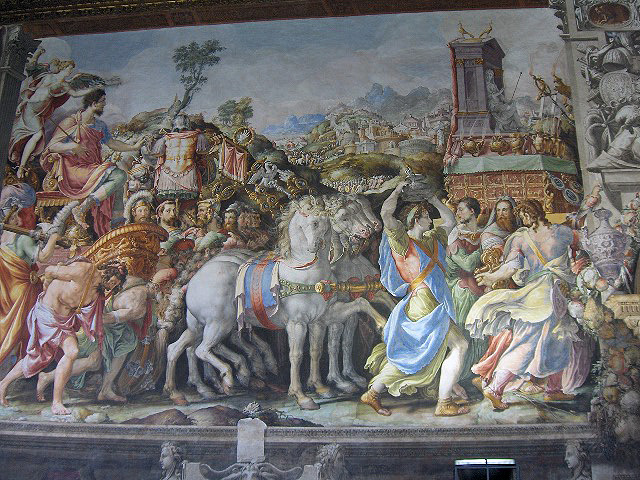
Vie de Furius Camillus fresque de Francesco Salviati (1550)
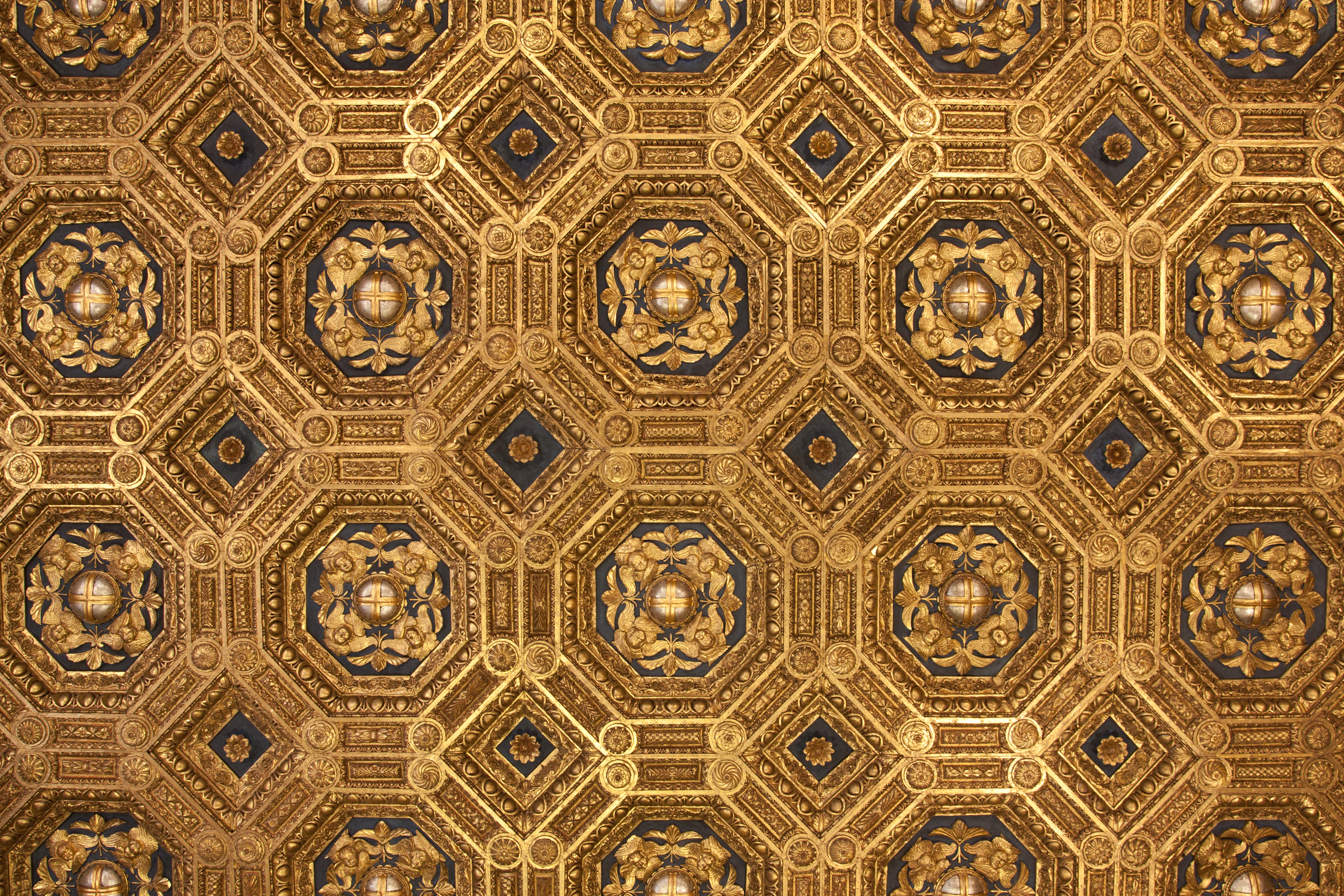
Plafond à caissons de la Salle d'Audience

#### Chapelle de la Seigneurie (Cappella della Signoria) ou chapelle des prieurs
Cette chapelle est dédiée à saint Bernard, dont elle abrite une relique.

#### Appartement d'Éléonore de Tolède (Camera Privata di Eleonora)
- Fresques au plafond d'Angelo Bronzino dans la chapelle.
- Départ depuis la chambre verte, du Corridor de Vasari.

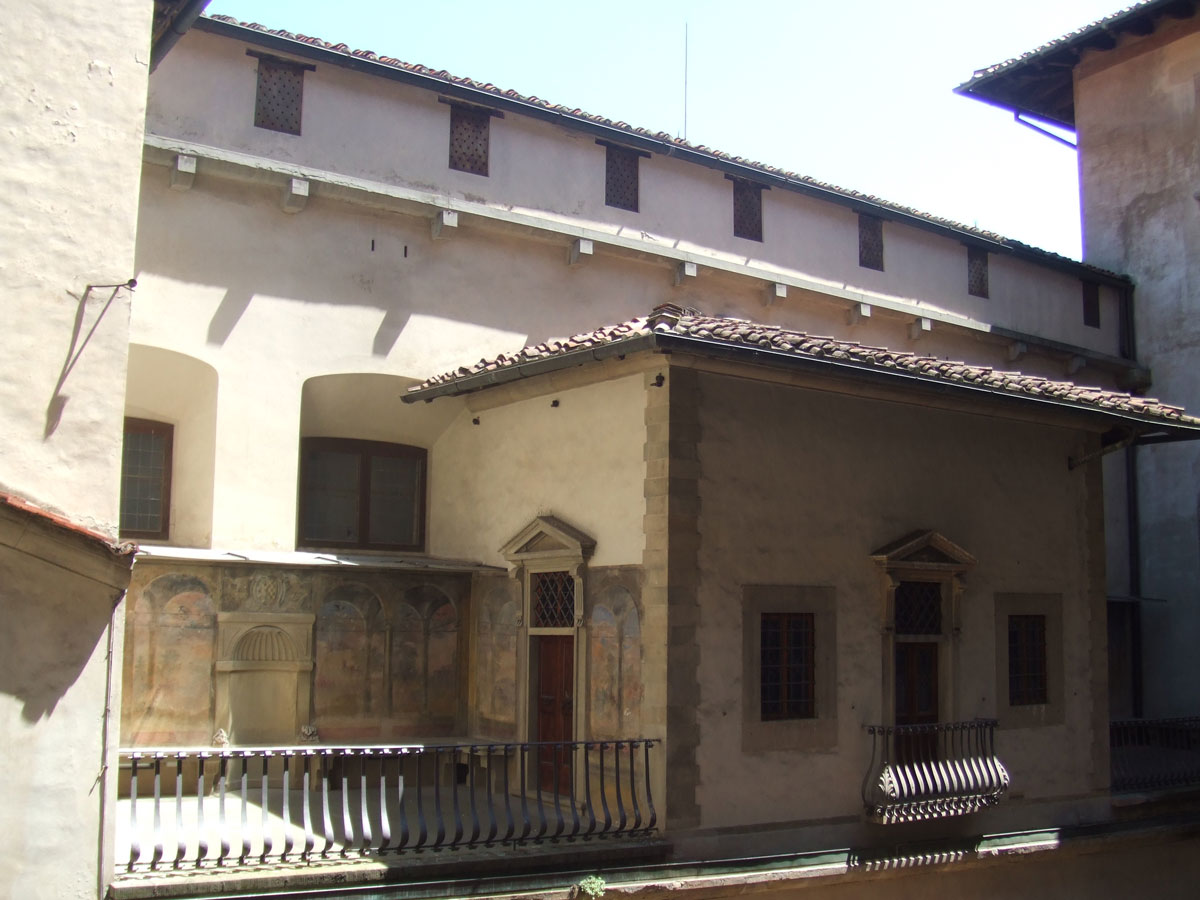
Vue depuis une fenêtre de la Guardoroba
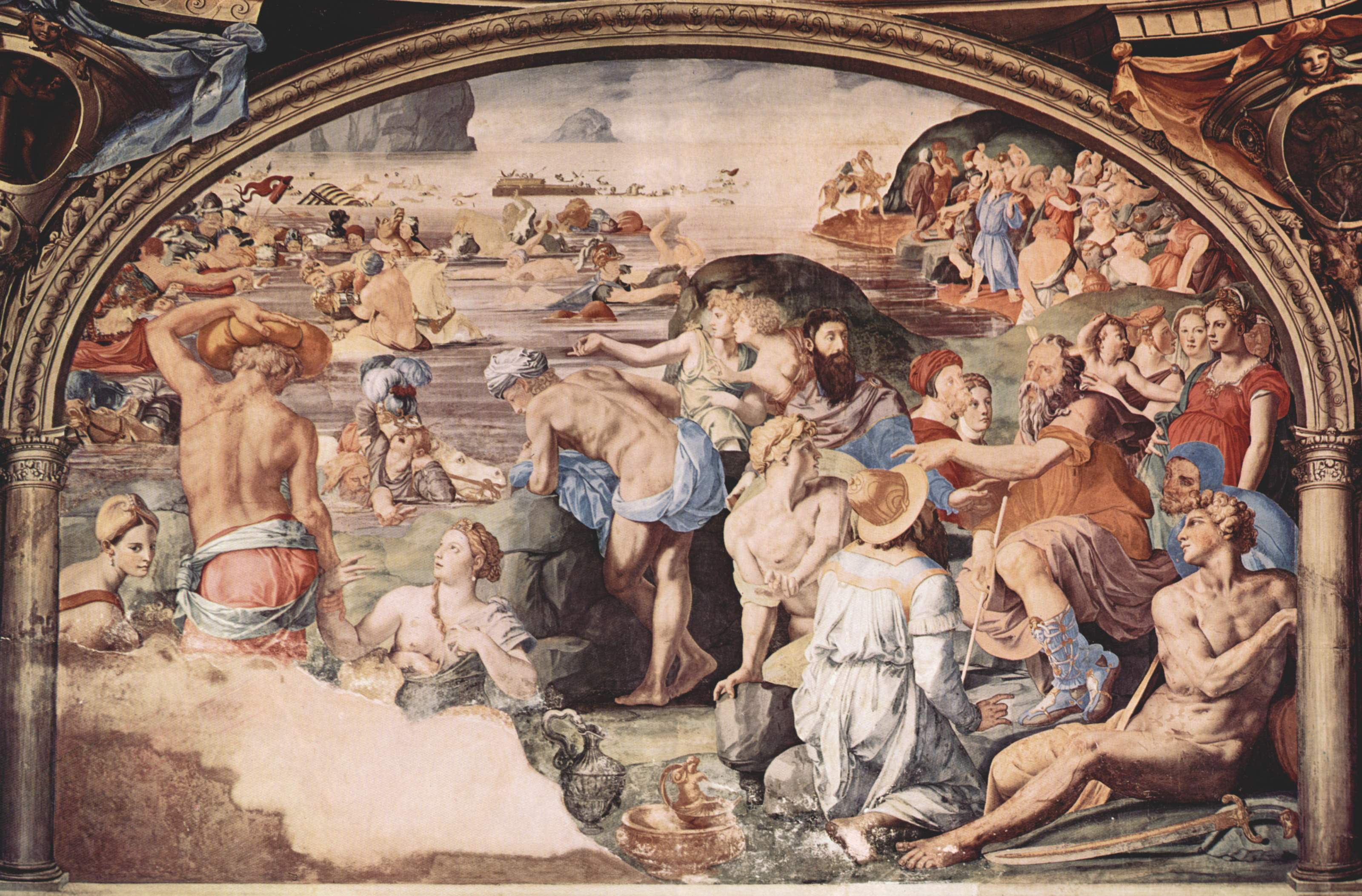
Le Passage de la mer rouge de Bronzino
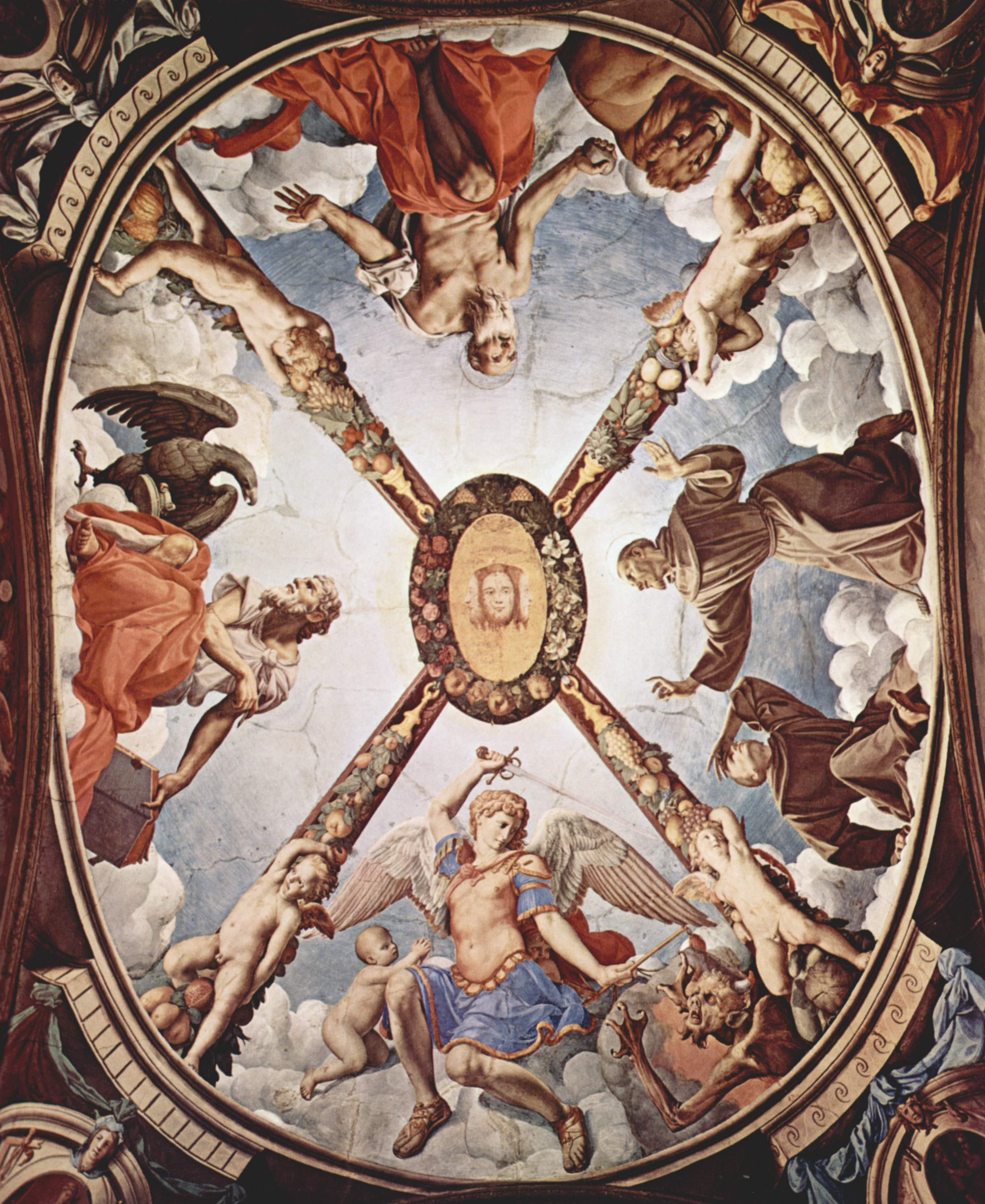
Les Vertus et les saints de Bronzino

#### Salle de Gualdrara

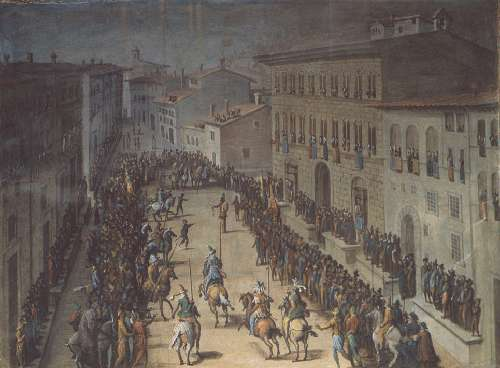
Via Larga de Stradano
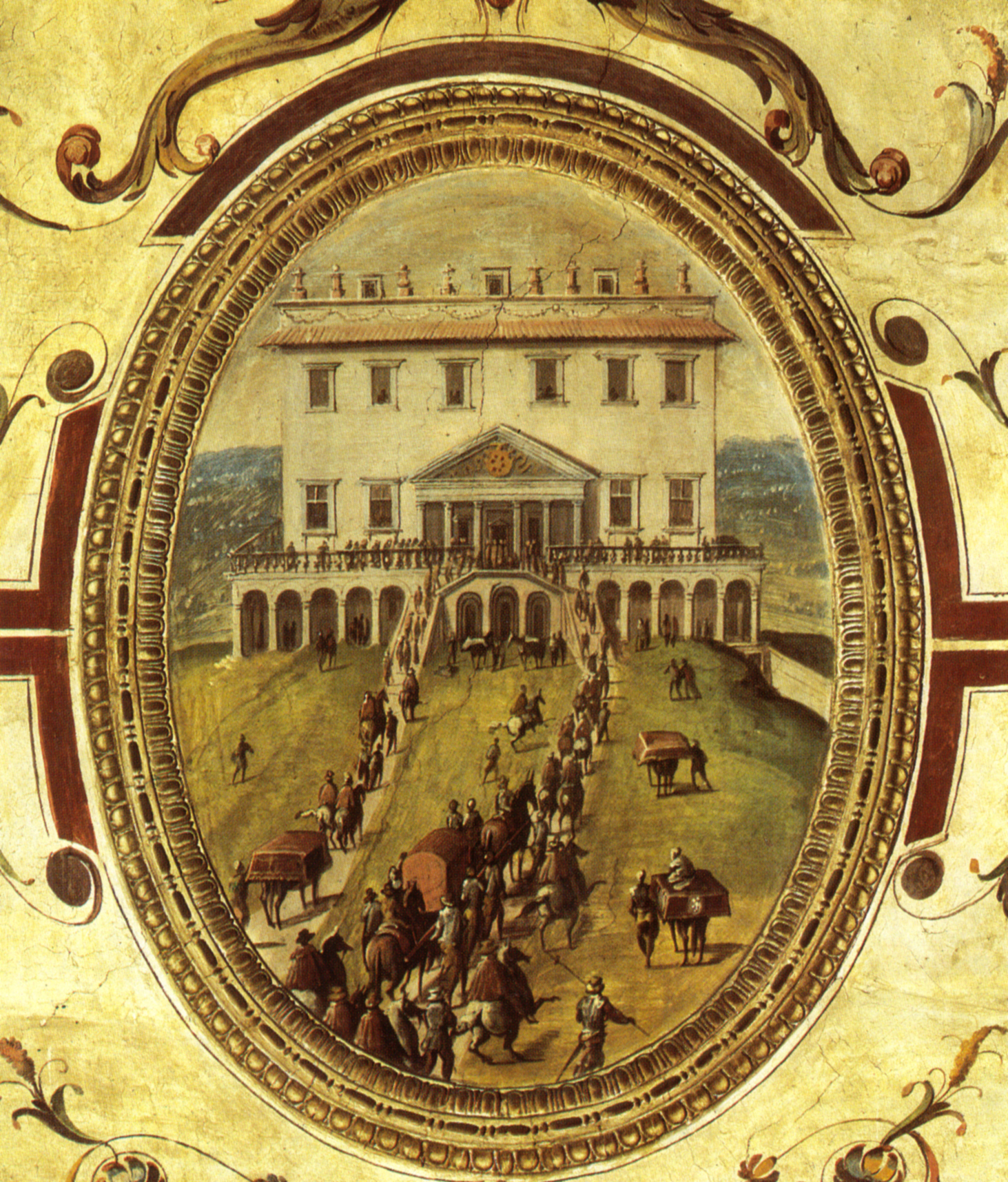
Villa médicéenne de Poggio a Caiano de Giovanni Stradano
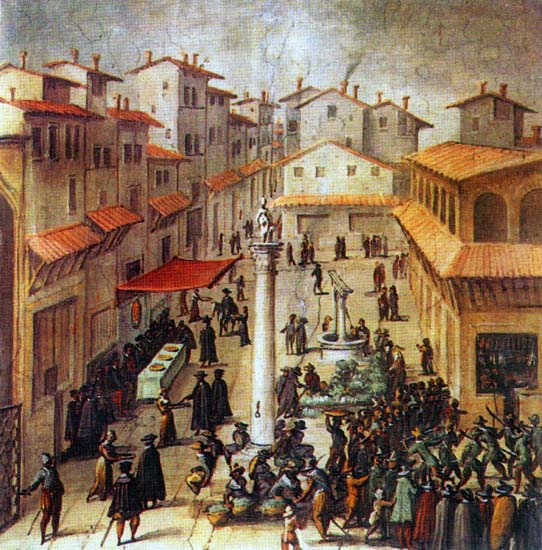
Mercato Vecchio de Giovanni Stradano
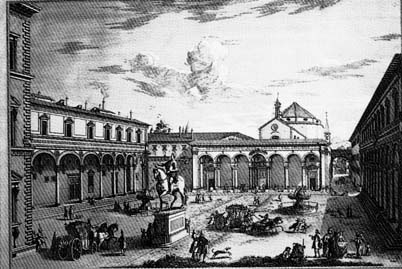
Santissima Annunziata, estampe de Giovanni Stradano

#### Salle des Cartes géographiques
Stanza del Guardarobe ou Sala delle mappe geografiche
Cette salle doit son nom aux cartes du XVIe siècle peintes à l'huile sur les 53 portes des armoires par le frère dominicain Ignazio Danti ; ces cartes, dont le relevé est relativement exact, permettent de se faire une idée des connaissances géographiques de l'époque.

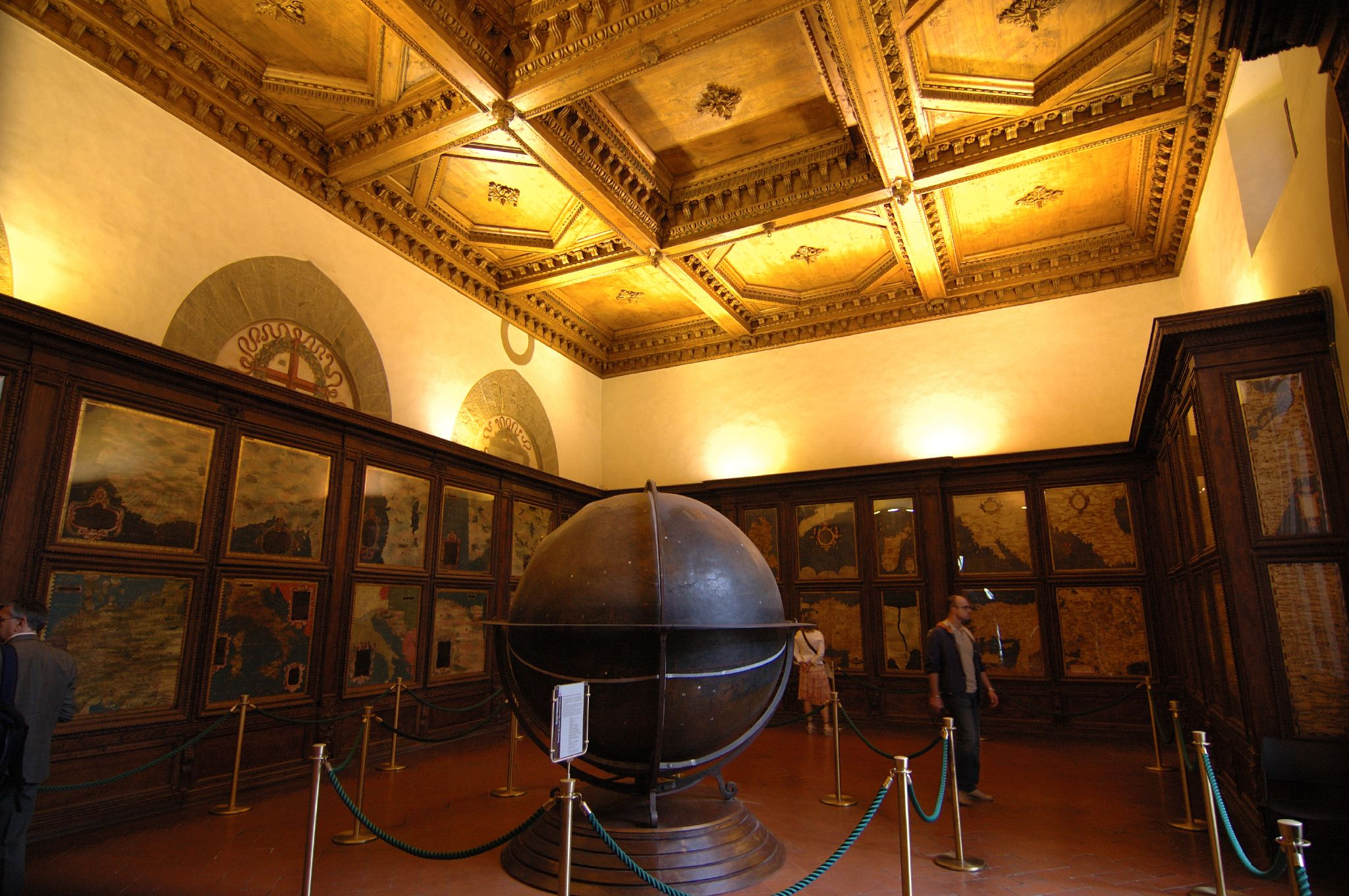
Plafond à caissons de la salle
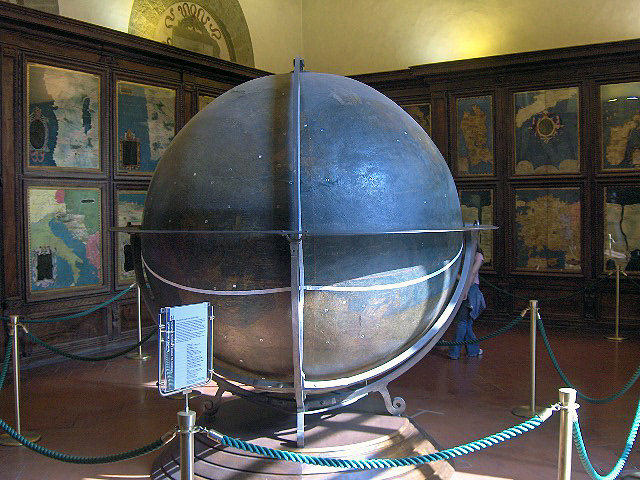
Globe terrestre monumental
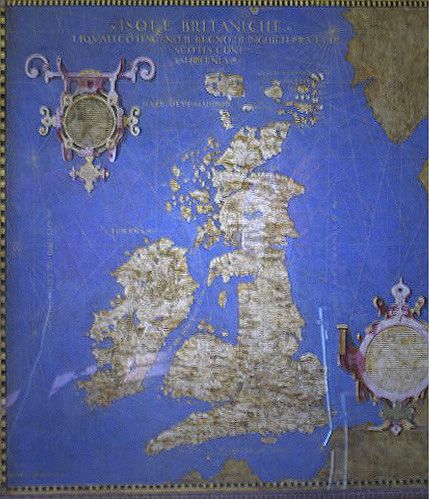
Carte de l'Angleterre d'Ignazio Danti
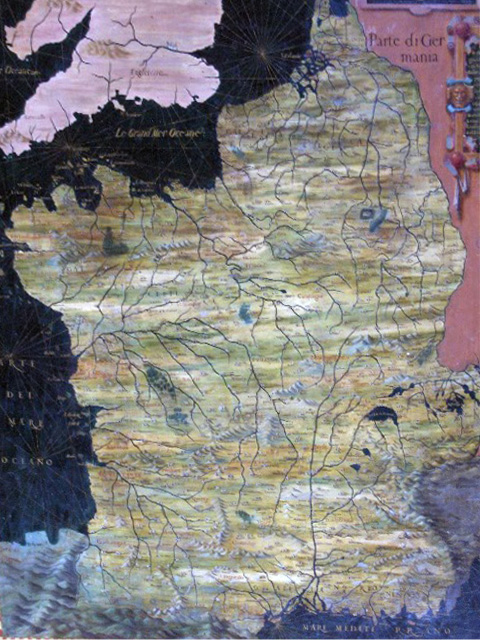
Carte de la France par d'Ignazio Danti

À remarquer : le départ du corridor de Vasari, visible d'une des fenêtres.

## Lieu de tournage
En 2015, une équipe de l'émission Secrets d'Histoire a tourné plusieurs séquences à l'hôtel de ville dans le cadre d'un numéro consacré à Laurent de Médicis, intitulé À Florence, Laurent le Magnifique et diffusé le 29 mars 2016 sur France 2.